# Hong Kong, 1926
Hong Kong, 1926 est le deuxième tome de la série de bande dessinée Escales, paru en 2006 aux éditions Paquet. Il est écrit par Jean-François Kierzkowski et dessiné par Mathieu Ephrem.

## Prix
L’album a obtenu le Prix du scénario au festival « Normandibulle » de Darnétal (Seine-Maritime)